# Facebook Dating
Facebook Dating — це служба онлайн-знайомств, розроблена Facebook. Наразі веб-версії немає; він доступний лише в мобільному додатку Facebook на Android та iOS.

## Особливості
Користувачі можуть фільтрувати результати за місцезнаходженням, кількістю дітей, віросповіданням, віком або зростом  і можуть збігатися з іншими користувачами в межах 100 км (62,14 миля) діапазон. Існує також можливість шукати користувачів, які тимчасово перебувають у діапазоні чи поза ним, а також фільтр Lucky Match, який розширює звичайні ліміти користувача, щоб розширити пошук. Користувачі, які підійшли один до одного, можуть почати голосовий чат. Автоматичні повідомлення будуть надіслані відповідним користувачам, щоб допомогти зламати лід.

## Розвиток
Facebook анонсував продукт на конференції розробників F8 у травні 2018 року. Про послугу не було повністю анонсовано на конференції, і учасникам сказали, що незабаром буде надана додаткова інформація. Функція проходила внутрішнє бета-тестування протягом кількох місяців після конференції.
Facebook Dating вперше запустили в Колумбії 20 вересня 2018 року. Користувачі зробили свій внесок у визначення того, як буде виглядати сайт знайомств для майбутніх користувачів, оскільки він ще перебував на стадії тестування. У Facebook заявили, що якщо тестування пройде успішно, це стане більш помітною частиною існуючої програми Facebook.
Ця функція планується поширити на чотирнадцять нових країн, включаючи Болівію, Бразилію, Чилі, Еквадор, Гаяну, Лаос, Малайзію, Парагвай, Перу, Філіппіни, Сінгапур, Суринам, Уругвай і В'єтнам. Послуга вже рік працює в Аргентині, Канаді, Колумбії, Мексиці та Таїланді. Це дозволяє користувачам спілкуватися з іншими по всьому світу і не обмежується конкретним регіоном, у якому вони живуть.
Facebook Dating було частково запущено в США 5 вересня 2019 року 
Facebook Dating було запущено в Європі в жовтні 2020 року, включаючи Австрію, Бельгію, Болгарію, Кіпр, Чехію, Данію, Естонію, Фінляндію, Францію, Німеччину, Грецію, Хорватію, Угорщину, Ірландію, Італію, Литву, Люксембург, Латвію, Мальту, Нідерланди, Польща, Португалія, Румунія, Швеція, Словенія, Словаччина, Ісландія, Ліхтенштейн, Норвегія, Іспанія, Швейцарія та Велика Британія.